# Presidente Prudente Futebol Clube
O Presidente Prudente Futebol Clube é um clube brasileiro de futebol da cidade de Presidente Prudente, interior do estado de São Paulo.

## História
O clube foi fundado em 9 de abril de 1989, inicialmente para disputar apenas competições amadoras. O primeiro jogo foi realizado no mesmo dia, sendo um amistoso contra o Santa Catarina EC, que terminou empatado em 2 a 2. O clube filiou-se à Liga Prudentina de Futebol no mesmo ano, e passou a participar de competições amadoras da liga e da Federação Paulista de Futebol.
No início de 2000 o clube construiu um centro de treinamento. O primeiro título veio em 2004, quando o clube venceu o campeonato amador da Liga Prudentina. Em 2005 foi bicampeão do campeonato, derrotando o Santos/Hinomoto na final por 2 a 1.
Em 2006 o clube estreou no profissionalismo, participando do Campeonato Paulista de Futebol - Segunda Divisão  Na estreia o clube empatou com o conterrâneo Oeste Paulista em 0 a 0. O laranja mecânica é até hoje o maior rival do tricolor da vila industrial, mesmo com a mudança do nome para Grêmio Prudente. O "tricolor da Vila", entretanto, não foi bem e acabou em último no grupo, sendo eliminado ainda na primeira fase.
Em 2007, na segunda participação no estadual, o clube foi melhor, mas acabou ficando em 5° lugar no grupo, enquanto os 4 primeiros se classificavam para a segunda fase. Em 2008 e 2009 o clube se licenciou e não disputou nenhuma competição profissional. Retornou em 2010, mas fez uma má campanha, ficando em penúltimo no seu grupo. Em 2011 o clube novamente se licenciou das competições profissionais.
Em 2013, voltando a enfrentar o rival Grêmio Desportivo Prudente no Campeonato Paulista de Futebol - Segunda Divisão acabou perdendo o jogo por 2X0.

## Mascote
A Onça Pantaneira foi escolhida para ser a mascote do clube. A escolha do animal tem uma razão antiga. Deve-se ao fato de que no lugar onde hoje se encontra o Centro de Treinamento do “Tricolor da Vila Industrial”, havia uma mata fechada com grande quantidade de onças desta espécie. Com o desenvolvimento da cidade acabaram desaparecendo ou migrando para outras regiões.

## Títulos
| Municipais | Municipais                            | Municipais | Municipais  |
|            | Competição                            | Títulos    | Temporadas  |
| ---------- | ------------------------------------- | ---------- | ----------- |
|            | Campeonato Amador Municipal (F.P.F.). | 2          | 2004 e 2005 |

### Campanhas de destaque
- Vice-campeão do Campeonato Paulista Sub-20 (Segunda Divisão): 2017

## Estatísticas

### Participações
| Aumento | Promovido à divisão superior  |
| Baixa   | Rebaixado à divisão inferior  |
| Inativo | Licenciamento no ano seguinte |

| Competição | Competição      | Temporadas | Melhor campanha     | Anos                                     | A | R |
| São Paulo  | Segunda Divisão | 7          | 27º colocado (2017) | 2006-2007 , 2010 , 2013-2014 e 2016-2017 | – |   |

### Últimas dez temporadas
Legenda:
| Campeão Vice-campeão Eliminado nas semifinais | Campeão e promovido à divisão superior Vice-campeão e/ou promovido à divisão superior Rebaixado à divisão inferior | Classificado à fase de grupos da Copa Libertadores Classificado à fase preliminar da Copa Libertadores Classificado à Copa Sul-Americana Campeão do Campeonato do Interior |